# Bolesław Pawłowicz
Bolesław Pawłowicz (ur. 13 kwietnia?/26 kwietnia 1917 w Piotrogrodzie, zm. 16 września 1944 w Warszawie) – polski prawnik, uczestnik obrony Warszawy podczas kampanii wrześniowej, w powstaniu warszawskim żołnierz pułku „Baszta” Armii Krajowej.

## Życiorys
Był synem Witolda i Jadwigi z d. Gieysztor. Od września 1926 uczęszczał do Gimnazjum Towarzystwa Szkoły Mazowieckiej, które ukończył 28 maja 1935. W październiku 1935 rozpoczął studia prawnicze na Uniwersytecie Warszawskim. Jako gimnazjalista należał do Organizacji Pracy Obywatelskiej Młodzieży „Straż Przednia”. Współpracował z grupą skupioną wokół pisma „Kuźnia Młodych”, od 1938 – z powstałą wówczas „Orką na Ugorze”. Podczas studiów działał w Legionie Młodych. W konspiracji od końca 1939 roku. Był jednym z pierwszych żołnierzy pułku „Fabryka” (przyszłej „Baszty”). Pełnił funkcję sekretarza Wydziału Politycznego ZG Konwentu Organizacji Niepodległościowych. Do jego zadań należało informowanie pozostałych przywódców KON o sytuacji w podziemiu, organizacja spotkań z przedstawicielami innych ugrupowań konspiracyjnych, Delegatury Rządu RP i KG AK, znajdowanie lokali konspiracyjnych na te spotkania oraz konferencje KON, prowadzenie i przechowywanie protokołów z posiedzeń władz KON. Zamieszczał artykuły w pismach „Myśl Państwowa” i „Tydzień”, współredagował biuletyn „IPP” (Informacja Polityczno-Prasowa) i teksty programowe KON, organizował nasłuch radiowy. Współpracował również z Kierownictwem Walki Cywilnej w Podwydziale Akcji „N” Biura Informacji i Propagandy Armii Krajowej.
Zginął w powstaniu warszawskim podczas bombardowania lokalu placówki informacyjnej i radiowej przy ul. Żurawiej 4 dnia 16 września 1944. Pośmiertnie awansowano go do stopnia podporucznika czasu wojny. Został odznaczony Krzyżem Walecznych.